# Dajabón
Dajabon è un comune della Repubblica Dominicana di 25.983 abitanti, situato nella Provincia di Dajabón,  di cui è capoluogo. Comprende, oltre al capoluogo, un distretto municipale: Cañongo.
È una città-mercato situata al confine con Haiti.